# Norbert W. Hinterberger
Norbert W. Hinterberger (* 7. September 1949 in Altmünster, Österreich) ist ein österreichischer Künstler und Hochschullehrer.

## Leben
Hinterberger lebt und arbeitet in Berlin, Weimar, Linz und an der Amazonasmündung bei Belém. Er studierte von 1970 bis 1976 an der Akademie der Bildenden Künste Wien (Kunst) und an der Universität Wien (Philosophie/Psychologie). Von 1979 bis 1993 war er als Assistent an der Kunsthochschule Linz bei Laurids Ortner (Haus-Rucker-Co) und an der Meisterklasse für Visuelle Gestaltung (Gastprofessoren Günther Feuerstein, Jochen Gerz, Günther Förg, Dietmar Eberle, Wolfgang Flatz, Alfred Zellinger, Herbert Lachmayer) tätig. Nach seiner Gastprofessur an der Escola de Artes Visuais (Rio de Janeiro) lehrt er seit 1993 als Professor für Freie Kunst an der Fakultät Gestaltung der Bauhaus-Universität Weimar. Kern der Lehre ist das „Projekt als zentrale Studieneinheit“. 1998 weilte Hinterberger als Gastprofessor an der University Newcastle/Sydney. Von 1999 bis 2001 war er Dekan der Fakultät Gestaltung der Bauhaus-Universität Weimar und ist seit 2009 Mentor im Promotionsstudiengang PhD of Fine Arts.
Hinterberger ist Mitglied der Künstlervereinigung MAERZ.

## Werk
In seiner Art der künstlerischen Forschung beschäftigt sich Hinterberger mit den Fragen des Menschseins – von Abstammung bis Zukunftsvisionen. Dabei reizt er oftmals die Fallhöhe von der Hochkultur zum Alltäglichen aus und arbeitet auf ironische Art mit gängigen Klischees aus Gemeinschaftsleben und Kunstbetrachtung.
„Sein persönlicher Ansatz ist eher auf so etwas wie eine enzyklopädische Erforschung der Welt gerichtet.“ (Karl Schawelka)
Hinterbergers Œuvre umfasst Zeichnungen, Objekte, Aktionen, Installationen, Künstlerbücher sowie Realisationen im öffentlichen Raum, oftmals eng verbunden mit dem Genius loci der Ausstellungsorte. Seine künstlerisch-wissenschaftliche Beschäftigung mit Evolution und Menschwerdung führte u. a. zur Gestaltung der Ausstellung Evolution. Wege des Lebens, Deutsches Hygiene-Museum, Dresden 2005.
„Visuelles Gestalten ist für ihn nicht Umformung einer Oberfläche, sondern Objekt gewordener Gedanke.“ (Peter Assmann)

### Werke im öffentlichen Raum
- 1982, Atelierwohnung H., Linz
- 1982, Gewölbemalmaschine, Bar Vanilli, Linz
- 1985, Bene, Geschäftslokal, Salzburg
- 1987, Leichte Kurve, Vorplatz Finanzamt Salzburg
- 1988, Vier Säulen, Pausenhallen Körnerschule, Linz
- 1989, Schön-Brunn, Zollamtsplatz, Linz
- 1990, Hommage á Kepler, Außengelände Posthoftheater, Linz
- 1991, I.B.A., Rio de Janeiro
- 1993, Das Fremde, der Gast, Toiletten Offenes Kulturhaus, Linz
- 1994, Kompos(t)ition, Musikschule, Engelhartszell
- 1994, Schweißband, Metallwerkstatt Bauhaus-Universität, Weimar
- 1996, Encyclopedia Germanica, Altes Rathaus, Linz
- 1996, Heimatland Oberösterreich, Park am Altersheim Glimpfingerstrasse, Linz
- 1996, Zug der Zeit, Eingangshalle Altersheim Glimpfingerstrasse, Linz
- 1998, Jahresringe, Park am Altersheim Neue Heimat, Linz
- 1998, Nur für Einige, Kurpark, Bad Berka
- 1999, Fassade, Atelierhaus, Paliano (Italien)
- 1999, Himmel über Deutschland, Eingangshalle Leibniz-Institut für Photonische Technologien Jena
- 1999, Nur für Stammesmitglieder, Aussenraum, Wohngebiet Alt-Erlaa, Wien
- 1999, Weimarer Leuchten, Halle im Internationalen Begegnungszentrum, Weimar
- 2000, Erfurter Wasserspiele, Atrium Stadtwerke, Erfurt
- 2000, Pumpenhaus Sans Souci oder Briketts, Holz, Bäume, Foyer Stadtwerke, Erfurt
- 2003, Hochwasservasen oder Kommunizierende Gefässe, Galerie im Fluss in der Flussaue, Grein/Donau
- 2004, Wohlgerüche des Orients, Toiletten im ACC, Weimar
- 2006, Nur für Musenküsse, Museumspark, Landesmuseum Oberösterreich, Linz
- 2008, Casa Camaleão, Umbau+Erweiterung Haus am Amazonas, Mosqueiro (Brasilien)
- 2008, Wissensdurst, Wissensturm, Linz
- 2009, Nicht nur mein Laib, Jüdisches Museum, Berlin
- 2012, Büro für Gott, ACC Weimar Halle 14, Leipzig
- 2013, Gulliver, Kindergarten, Steyregg

## Ausstellungen

### Einzelausstellungen (Auswahl)
- 2018 Zu anderen Ufern!, Die Kunstsammlung des Landes Oberösterreich, Linz
- 2017 Sein oder Nichtsein, Kunstraum Goethestraße, Linz
- 2012 Der Gesang der Sirenen, Neues Museum Weimar
- 2009 Eros und Thanatos, Kubin-Haus Zwickledt
- 2006 Schwarze Galle – für alle, Melancholie als Naturzustand, Österreichisches Kulturforum Berlin
- 2005 Haus-Meister-Launen, Haus am Horn, Weimar
- 2003 Das Schöpfungsprogramm, Landesmuseum Oberösterreich, Linz
- 2003 Program Geneze, Museum für zeitgenössische Kunst, Zagreb
- 2001 Italorum sapientia, Philosophisches Institut Neapel
- 1999 Goethe & Co, Goetheinstitut Dublin
- 1999 Das Architekturprogramm, Angermuseum Erfurt
- 1997 Das Bildungsprogramm, Weimarer Stadtschloss, Gemäldegalerie
- 1992 Tropic of Capricorn, Museu de Arte Moderna, Sao Paulo
- 1991 Instituto Nacional des Belas Artes, Parque Lage, Rio de Janeiro
- 1990 O Céu na terra, Museu de Arte Moderna, Rio de Janeiro und SESC-Pompeia, Sao Paulo
- 1986 Ars Electronica, Linz
- 1984 Am Ende des Regenbogens, Steirischer Herbst Graz
- 1983 Architektenträume, Galerie Fenzl, Linz
- 1982 Galerie Steinfels, Zürich
- 1979 Galerie Ruiter, Amsterdam
- 1975 Salon Alfred Peschek, Linz

### Ausstellungsbeteiligungen (Auswahl)
- 2012 What happened to God?, Halle 14 Leipzig / ACC Galerie Weimar
- 2012 The Wordly House, Archivbeitrag, documenta 13 Kassel
- 2011 Images Of The Mind, Deutsches Hygiene-Museum Dresden / Mährische Galerie Brünn
- 2010 Wahlverwandtschaften II, Neues Museum Weimar
- 2009 Bauhaus heute, Kunst und Lehre in Weimar, Kunstverein Jena
- 2008 Camp Ramle und Ofakim Art Iglu, Israel
- 2007 Wunder über Wunder, Kunsthalle Erfurt
- 2005 La Bauhaus si muove!, Chiesa di San Paolo, Modena
- 2004 Künstlerportraits, A9 Forum Transeuropa, Museumsquartier Wien
- 2003 Ready to wear, Galerie Art & Henle, Berlin
- 2002 Künstler des Jahres, Kunst-Raum Essen
- 2001 Fleurotica, EGA/Erfurt
- 2000 Vor mehr als einem halben Jahrhundert, Landesmuseum Linz
- 1999 Landschaft, Galerie Rothamel, Erfurt
- 1997 Thüringer Biennale der Gegenwartskunst, Schloß Gotha
- 1995 Border Crossings, Institute of Contemporary Art, Perth / Australia
- 1993 Das Fremde Der Gast, Offenes Kulturhaus, Linz
- 1992 Grenzgänger, Ciurlionis Kunstmuseum Kaunas,
- 1989 Architektur und Design im MAERZ, Kunsthochschule Linz
- 1988 Europa heiratet, Hochschule der Künste, Berlin
- 1985 Multimediakunst, K-18 Kassel
- 1980 Museum des 20. Jhdts, Wien

## Publikationen (Auswahl)
- l'Odyssée – Das Magazin für den Reisenden und Heimkehrer. Neues Museum, Weimar 2012.
- Schwarze Galle – für alle! - Melancholie als Naturzustand. VDG Verlag und Datenbank für Geisteswissenschaften, Weimar 2006, ISBN 3-89739-544-4 / ISBN 978-3-89739-544-2.
- Das Schöpfungsprogramm. Salon Verlag, Köln 2003, ISBN 3-89770-200-2.
- Program Geneze. Museum für Zeitgenössische Kunst, CIP Zagreb 2003, ISBN 953-6043-51-3.
- Das Architekturprogramm. Ein Handbuch für den Architekten von heute. VDG Verlag und Datenbank für Geisteswissenschaften, Weimar 2000, ISBN 3-89739-109-0.
- Das Bildungsprogramm. Katalog zur Ausstellung der Kunstsammlungen zu Weimar. VDG Verlag und Datenbank für Geisteswissenschaften, Weimar 1997, ISBN 3-932124-75-8.
- Der Stand der Dinge. Ausstellungskatalog. Galerie im Stifterhaus, Linz 1992.
- Ausser Atem, ab 1984. Ausstellungskatalog. Steyr, Linz, Wien, Rom, Rio de Janeiro 1990.
- Die klaren Sachen. Gedichte. [Vorwort von Günter Kunert]. Hamburg, Knaus, 1983.
- Bericht aus der Werkstatt. Ausstellungskatalog. Galerie Hofstöckl, Linz 1982.
- Rock & Roll Sänger. Hamburg, ZRK Verlag, o. J. [1981]. Zusammen mit Angelika Oehms [Zeichnungen].
- Beiträge zu Wissenschaft & Technik. Ausstellungskatalog. Galerie an der Stadtmauer, Villach 1981.
- Utopische Fahr- und Flugobjekte. Ausstellungskatalog. Galerie Hofstöckl, Linz 1979.